# Richard Lovelace
Richard Lovelace (Woolwich, 1618 – Sebastopoli, 1657) è stato un poeta inglese.
Fu soldato e uomo di corte, fervente sostenitore della causa monarchica che in quei tempi si sviluppò in tutta l'Inghilterra. Per questa sua fede fu anche imprigionato e torturato. È uno dei maggiori rappresentanti dei poeti cavalieri. La sua opera usa temi e immagini della poesia metafisica profana senza, però, dispensare lo spirito cavalleresco, chiaro retaggio della tradizione cortese rinascimentale. Fu inoltre anche un prolifico autore di elegie, raccolte in un volume, Lucasta, pubblicato postumo nel 1659. Volume tra l'altro che fu pubblicato dieci anni prima privo delle elegie, ma contenente tutte le sue opere.

## Le sue opere più note
- Ad Altea dalla prigione (To Althea from prision)
- A Lucasta, partendo per la guerra (To Lucasta, going to the wars)
- La cavalletta (The grasshopper)